# Catamenia (släkte)
Catamenia är ett fågelsläkte i familjen tangaror inom ordningen tättingar: Släktet omfattar tre arter som förekommer i Anderna från Colombia till norra Chile och nordvästra Argentina samt i tepuis i Venezuela och norra Brasilien:
- Bandstjärtad tangara (C. analis)
- Gråtangara (C. inornata)
- Páramotangara (C. homochroa)